# عبد السلام الحسني
عبد السلام الحسني فنان مغربي مُنشِد ومُلحن مُهتم بفن الإنشَاد والسّماع والموسيقے الروحية. ولد فجر الإثنين 13 شوال سنة 1387 هـ الموافق 5 فبراير سنة 1966م. خريج جامعة الحسن الثاني للعلوم التطبيقية. بدء مشواره الفني مبكرا كمطرب وملحن قبل أن يتحول إلى فن الإنشاد الديني.

## بدايته الفنية ڪمطرب
كانت بداية عبد السلام الحسني في سن مبكرة مع إحدى الفرق المسرحية (جمعية الرسالة) حيث تألق في الغناء والتمثيل في مسرحيات ناجحة من أهمها (الهاربون) و (ماشطة فرعون). بعدها تم اختياره للغناء في بعض المسلسلات المغربية الناجحة للمخرجة فريدة بورقية. شارك في العديد من المهرجانات المحلية والدولية، فمثل المغرب مرتين في مهرجان الموسيقى العربية بمصر ومهرجان فرنسا المتوسطي، إلى أن تكللت مسيرته الفنية بإصدار ألبومه الأول «يا يُمـَّا» سنة 1994 ونيله لجائزة أفضل ملحن مغربي لنفس السنة. برغم نجاحه المبكر تعذر على عبد السلام الحسني إقناع والديه بالإستمرار في مجال الفن خصوصا أنه ينتسب لعائلة شريفة محافظة دأبت على طلب العلم الشريف فجده المسمى على إسمه كان فقيه زمانه. كان نجاحه في تمثيل المغرب في مهرجان القاهرة الدولي للأغنية مرتين سنة 1998 و1999 فارقا في حياته حيث سافر لمصر لتحقيق الشهرة في مجال الموسيقى والغناء وهو من حيث لا يدري سينالها لكن في فن الإنشاد الديني.

## بدايته الفنية ڪـمنشد
في سنة 2000 كان على أبواب أن يحقق حلمه كمطرب في مصر ويمضي عقده الأول مع أكبر شركة إنتاج آنذاك، إلا أن تعدد الإشارات مع دعوات والديه تكللت برؤيته لجده وحبيبه المصطـفےَ صلى الله عليه وسلم في آخر جمعة من رمضان. فكانت الرؤيا فارقة في حياته جعلته ينهي مساره الفني من مطرب أراد أن يغني للناس إلى منشد شرفه الله تعالى بمدح سيد الناس صلى الله عليه وسلم.
كان أول إنتاج له أربعون دعاء مصورا لإحدى القنوات المصرية الخاصة في رمضان سنة 2000 وأدعية وابتهالات أدعية مصـورة للتلفزيون المصري سنة 2001 ومشاركته في إنشاد حلقات برنامج 
- الطريق إلى الله " وإحيائه لعدد لابأس به من الحفلات الدينية.. لتثوج مسيرته بإصدار أول ألبوماته الإنشادية - نسيم
- Naseem سنة 2003

قام بتصوير ثلاثة أنشودات من ألبوم «نسيم» أولها السلام عليك Assalam Alaik - ثم أنشودة v=p6cqXK3M2fM&list=UUr8WUmFIlNepvLYoVv5zXWA Naseem Habbat نسيم هبت - وبعدها أنشودة Saly ala Muhammed يا رب صل على محمد - 
- في سنة 2010 أنتج ألبومه الإنشادي الثاني Aman امــــان - وصور منه فيديو كليب An Maly Fehash أنا مالي فياش - .
- المصدر الموقع الرسمي لعبد السلام الحسني Web Site